# Wierzchlas (Powiat Wieluński)
Wierzchlas (deutsch Wierzchlas, 1943–1945 Hohenplan) ist ein Dorf und Sitz der gleichnamigen Gemeinde im Powiat Wieluński der Woiwodschaft Łódź, Polen.

## Gemeinde
Zur Landgemeinde (gmina wiejska) Wierzchlas gehören 15 Ortsteile mit einem Schulzenamt (sołectwo):
Broników
Jajczaki
Kamion
Kochlew
Kraszkowice (1943–1945 Endersruh)
Krzeczów (1943–1945 Waltersbrück)
Łaszew (1943–1945 Sandbank)
Łaszew Rządowy
Mierzyce (1943–1945 Märzendorf)
Przycłapy
Przywóz
Strugi (1943–1945 Krebsbach)
Toporów (1943–1945 Beilau)
Wierzchlas A
Wierzchlas B
Eine weitere Ortschaft der Gemeinde ist Ogroble.